# Вонджон (правитель Корё)
Вонджон (кор. 원종, 元宗, Wonjong) — 24-й правитель корейского государства Корё, правивший в 1259—1274 годах. Имя — Сик.
Вторые имена — Ильсин (кор. 일신, 日新, Ilsin) и Чин.
Посмертные титулы — Чхунгён Сунхё-тэван.
Приход к власти.
Он взошел на престол с помощью Хубилай-хана . Во время своего правления Корё стал вассалом основанной монголами династий Юань в Китае.
В 1269 году военачальник Им Ён организовал государственный переворот, чтобы свергнуть Вонджона. Хубилай-хан послал 3000 солдат, чтобы вытеснить силы повстанцев. Вонджон посетил императорский двор в 1271 году после своего повторного воцарения.
Вонджон был старшим сыном предыдущего короля Коджона.